# Giuochi (famiglia)
I Giuochi (cognome scritto anche nella forma Giochi) furono una delle più antiche e nobili famiglie fiorentine del Medioevo.
Sono citati nell'ultima cantica della Divina Commedia di Dante Alighieri.

## Origini
Come spesso accade per i cognomi italiani, "Giuochi" è un patronimico e indica quindi la discendenza da un "Giuoco" originario. Il cognome risale quindi, probabilmente, al soprannome del ricco possidente fiorentino Pietro di Fiorenzo, vissuto nell'XI secolo, che in un placito del 1073 viene appunto registrato come "Petrus qui Ioco vocatur" ('Pietro, soprannominato Gioco').
Giuoco ebbe un solo figlio, Giovanni, che morì prima di lui, nel 1079. Il nonno instaurò così, probabilmente, un particolare rapporto con i nipoti, Guittone e Ildebrandino,  che presero il suo soprannome come nome di famiglia. Guittone e Ildebrandino furono interpellati nel 1099 come baroni in un'assemblea tenuta da Matilde di Canossa che assegnò dei beni in Compiano alla canonica fiorentina.
Giuoco e i suoi primi discendenti furono strettamente legati alla Badia fiorentina. La famiglia poi divenne importante anche per i possedimenti di terreni nella Val di Sieve.

## Storia
Nel XII secolo i Giuochi iniziarono ad acquisire una lunga serie di case e torri a Firenze. I membri della famiglia ricoprirono anche diversi ruoli politici, tanto da essere inseriti con l'avvento della Repubblica fra le casate consolari.
Nel primo XIII secolo alcuni Giuochi furono cavalieri; alcuni aderirono alla Quinta Crociata intrapresa nel 1217 da papa Onorio III.
I Giuochi verranno menzionati nel sedicesimo canto della Divina Commedia tra le famiglie elogiate da Dante Alighieri, che alla fine del Duecento visse accanto ad una delle loro Torri.

### Gli inizi del Trecento
A cavallo tra Due e Trecento la famiglia si divise tra i due orientamenti politici di Firenze: alcuni membri si schierarono per i guelfi, altri per i ghibellini. Questa rottura compromise il patrimonio della famiglia e la portò ad un lento declino.
Con le ripercussioni ghibelline del '300, a Firenze sopravvissero solo i magnati di parte guelfa che si convertirono in famiglia di popolo, immatricolandosi nelle Arti Maggiori del Cambio e della Lana, per continuare a partecipare all'attività politica.
Fra le famiglie con cui i Giuochi si relazionarono in questo periodo ci furono i Bastari, altra famiglia di popolo, con cui stabilirono una cappella secondaria nella Badia fiorentina, la cappella Giochi-Bastari.

### Il ramo di Gherardo
A partire dalla metà del Trecento fu importante il ramo di Gherardo Giuochi, sepolto con i suoi figli nel cimitero di Santa Maria Novella, nella propria cappella di famiglia. Tra i figli di Gherardo figurano Filippo e Uberto, Priori di Firenze negli anni 1323 e 1324.
Uberto ebbe a sua volta come figlio Cionetto, che fu socio nell'attività bancaria di Giovanni dell'appena nata famiglia dei Bianciardi dal 1349 al 1361 e morì nel 1363.
Un altro dei figli di Gherardo, Iacopo Giuochi, mercante lanaiolo, visse più a lungo ma non risulta che abbia lasciato degli eredi; si ritiene che con lui si sia estinto questo ramo della famiglia.
Tavola genealogica della famiglia Giuochi del ramo di Gherardo:
|                        |                        |                                                |                         |                         |                         |                         |                         |
|                        |                        |                                                | Gherardo Giuochi ?? †?? |                         |                         |                         |                         |
|                        |                        |                                                |                         |                         |                         |                         |                         |
|                        |                        |                                                |                         |                         |                         |                         |                         |
| Filippo Giuochi ?? †?? | Filippo Giuochi ?? †?? | Uberto Giuochi ?? †1345                        | Uberto Giuochi ?? †1345 | Iacopo Giuochi ?? †1396 | Iacopo Giuochi ?? †1396 | Cesare Giuochi ?? †1381 | Cesare Giuochi ?? †1381 |
|                        |                        |                                                |                         |                         |                         |                         |                         |
|                        |                        |                                                |                         |                         |                         |                         |                         |
|                        |                        | Cionetto Giuochi fl. 1298 †1363 Piera ? ?? †?? |                         |                         |                         |                         |                         |
|                        |                        |                                                |                         |                         |                         |                         |                         |
|                        |                        |                                                |                         |                         |                         |                         |                         |
|                        |                        | Uberto Giuochi ?? †1372                        |                         |                         |                         |                         |                         |

### La decadenza
Alla decadenza della famiglia fa riferimento un sonetto di Ugolino di Vieri nel Quattrocento. Rami minori della famiglia sono comunque documentati almeno fino alla metà del Quattrocento. Francesco di Stefano di Francesco Giochi detto Pesellino, per esempio, fu un pittore fiorentino che visse fino al 1457.
Nel primissimo Cinquecento a Milano si trovano dei "De Giochis" che però probabilmente non hanno nulla a che vedere con la famiglia.
Nel 1565 Giorgio Vasari, in una lettera indirizzata al Granducato, dichiarò che la famiglia fiorentina era estinta.

## Monumenti

### Cappella Giuochi-Bastari
Nell'attuale chiesa di Santa Maria Assunta della Badia Fiorentina, nella cappella di San Bernardo (all'epoca chiamata Cappella del Crocifisso per via dell'opera conservata all'interno), si trova quella che un tempo fu la cappella della famiglia dei Giochi e dei Bastari, costruita all'inizio del Trecento.
Grazie alle testimonianze lasciate da Placido Puccinelli, sappiamo che una volta vi si trovava una lapide che riportava la seguente iscrizione, che documenta la ristrutturazione della cappella:
(Epigrafe)
Solo a partire dal 1330 questa cappella verrà posseduta dalle due famiglie in questione, che la tennero per almeno un secolo e commissionarono degli affreschi a Buonamico Buffalmacco.
Nella cappella sono parzialmente conservati tre degli affreschi:
- Una rappresentazione della Passione di Cristo, con Gesù nell'atto di lavare i piedi ai discepoli.
- Una rappresentazione della flagellazione di Cristo.
- Una rappresentazione dell'impiccagione di Giuda.

Successivamente la cappella venne ceduta a terzi. Dopo la scomparsa di Jacopo, i primi a cederla furono proprio i Giuochi, nel primissimo Quattrocento, alla famiglia dei Boscoli. Questi ultimi in un primo momento tentarono di cancellare i riferimenti alla vecchia famiglia, quali gli stemmi, ma alcuni dei Giuochi si opposero e i Boscoli si limitarono quindi ad aggiungere i propri stemmi. La proprietà dei Bastari fu ceduta successivamente nel Quattrocento secolo alla famiglia dei Lenzoni.

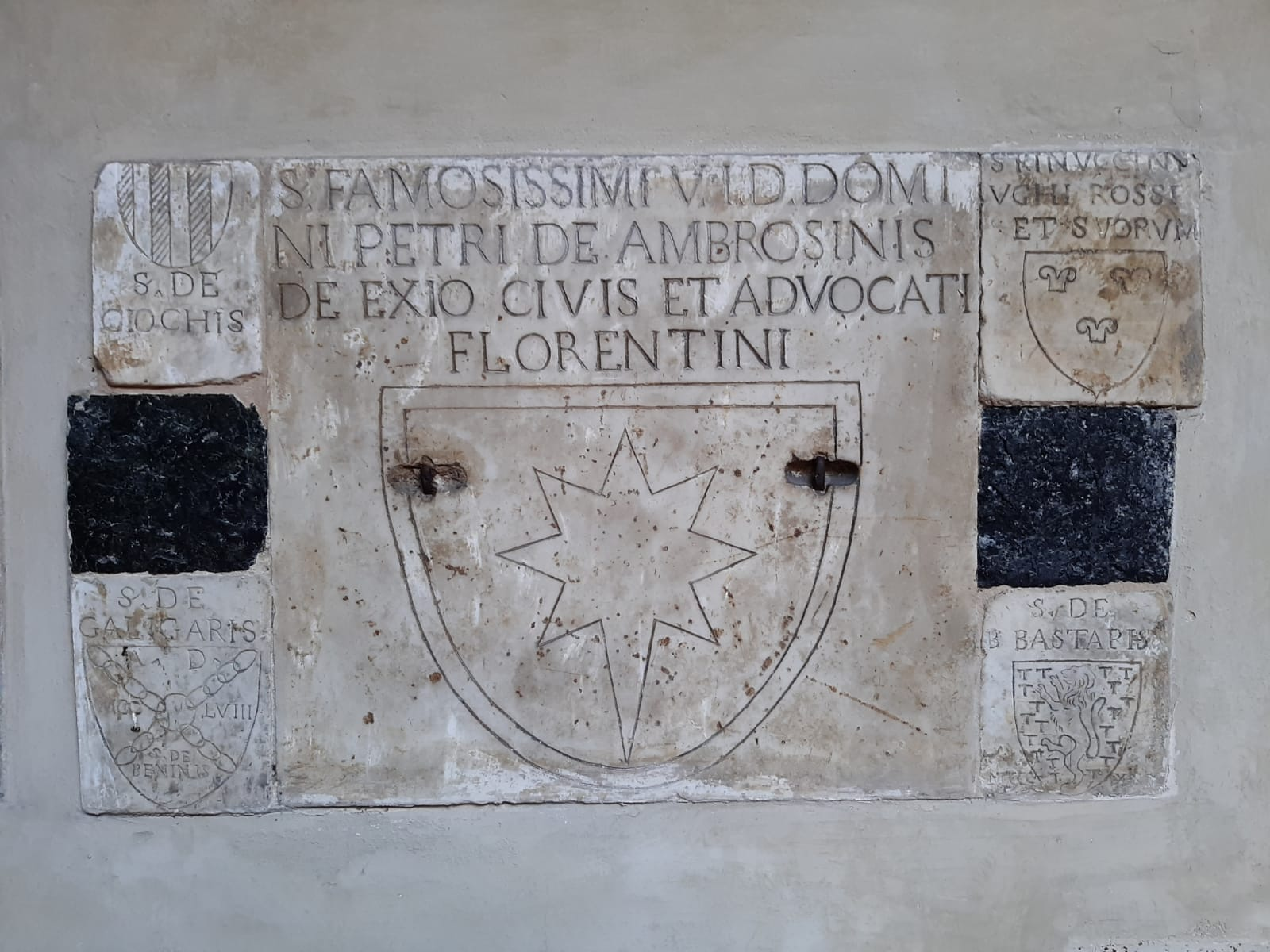
Lastra in pietra contenente anche lo stemma dei Giuochi (in alto a sinistra)

I primi studi sulla cappella furono fatti dal Vasari per il suo interessamento allo stile di Buffalmacco. Vasari descrisse dettagliatamente una serie di particolari degli affreschi presenti nella cappella.
Le tombe di entrambe le famiglie furono profanate e distrutte nel Seicento. I monaci della Badia tentarono di risalire alle tracce originali, nell'intento di provare a ricostruire i pezzi abbattuti.

### Torri
I Portinari, che già dal primo Trecento avevano acquisito alcune proprietà degli Alighieri, ottennero nel 1378 anche la torre principale dei Giuochi lì collocata.

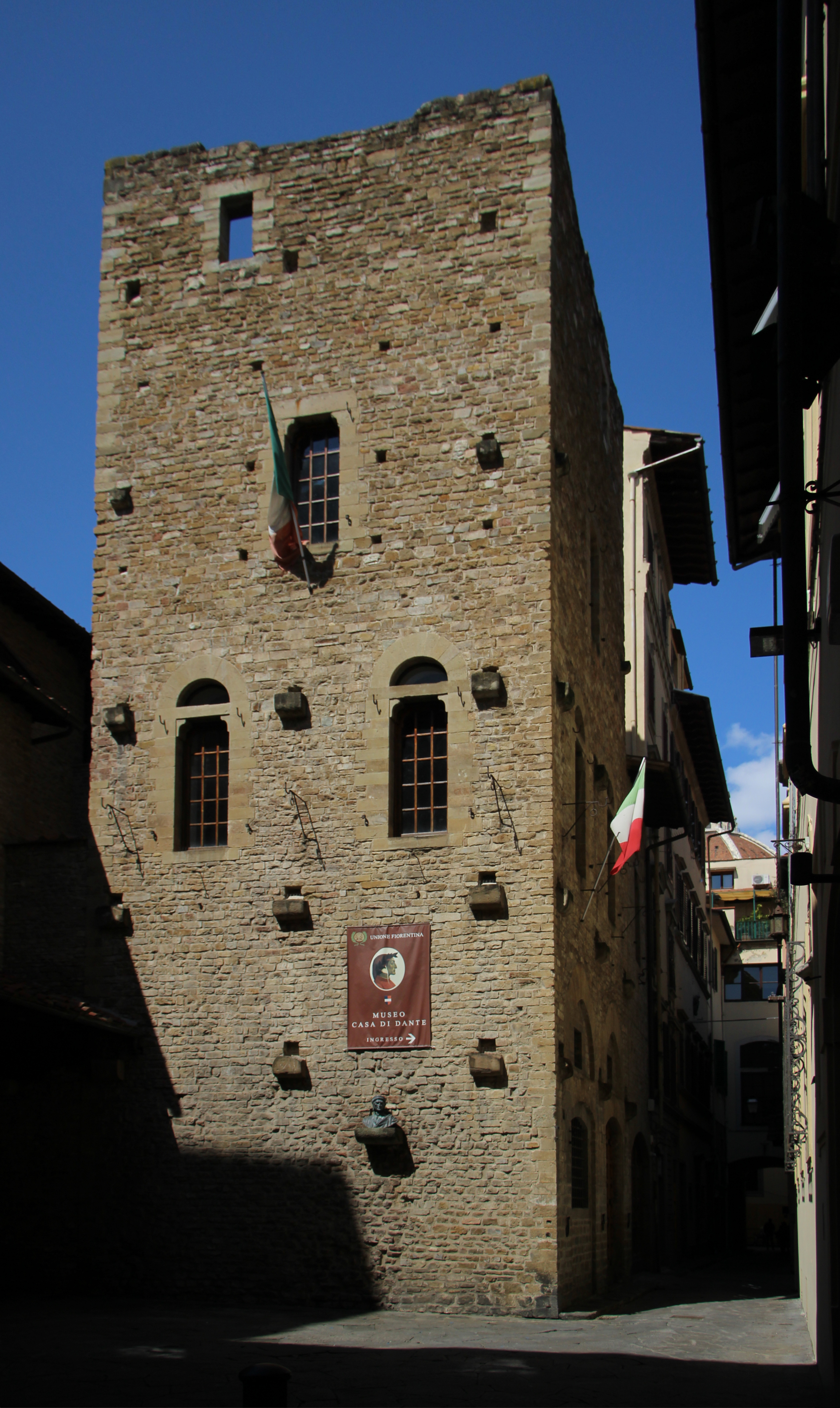
La prima torre
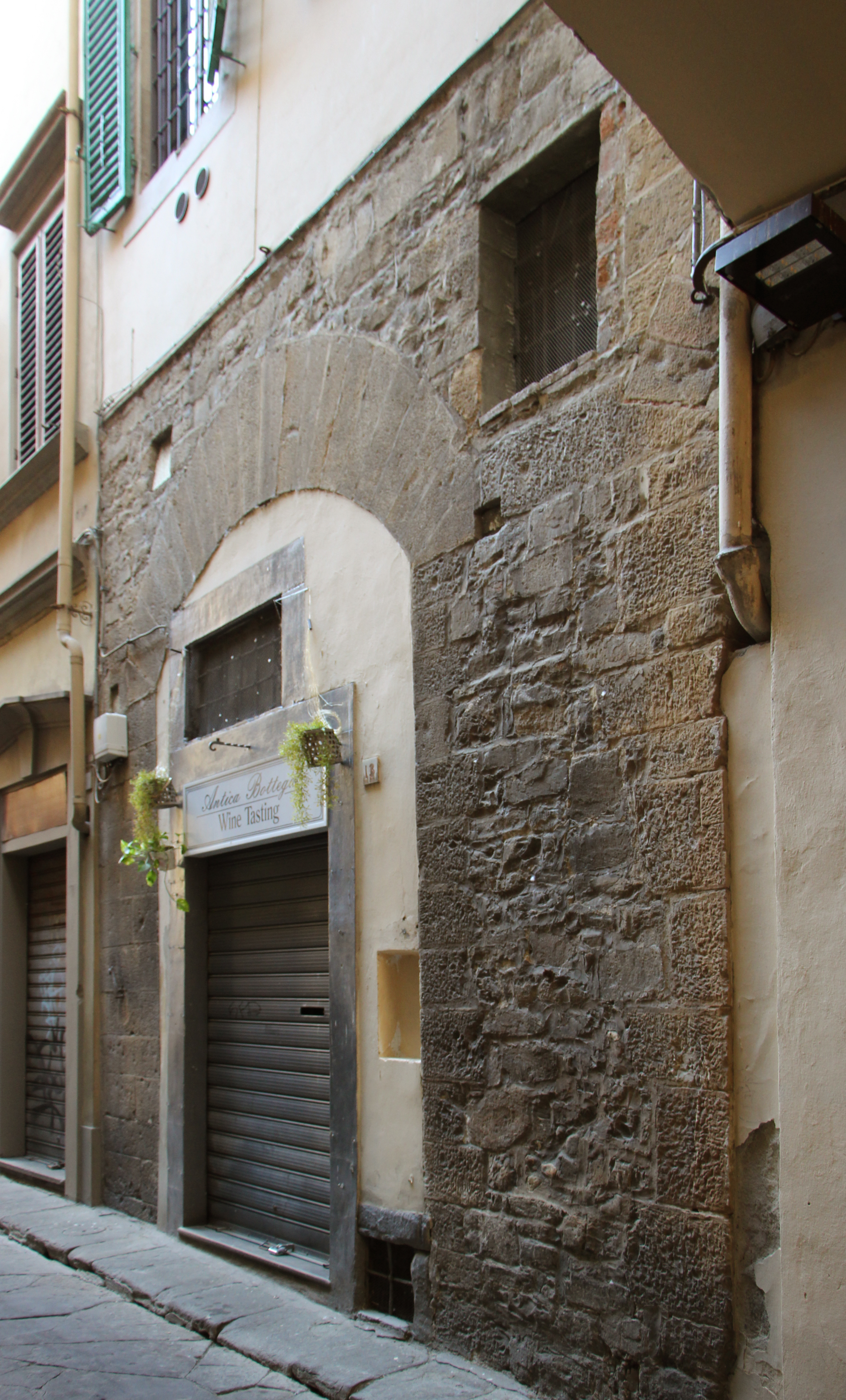
La seconda torre

## Altro
Piazza dei Giuochi si trova nel centro storico di Firenze.